# Нахманович Рафаїл Аронович
Нахмано́вич Рафаї́л Аро́нович (23 січня 1927 — 16 травня 2009) — радянський, український режисер-документаліст. Заслужений діяч мистецтв УРСР (1990). Член Спілки кінематографістів України.

## Біографія
У 1949 році закінчив мистецтвознавчий факультет Київського театрального інституту.
До смерті Сталіна та завершення «боротьби з космополітизмом» був змушений працювати методистом у Кіровоградському будинку народної творчості, помічником екскаваторника на заводі гіпсових дощок, токарем на київському Музкомбінаті. У 1954 році прийшов на Українську студію хронікально-документальних фільмів в Києві, де пропрацював до 1997 року.
Зняв понад шістдесят документальних фільмів, із яких близько десяти було знищено або не випущено на екран за політичними мотивами. Тричі на довгий термін був позбавлений права знімати кіно.
29 вересня 1966 року кіногрупа Р. Нахмановича за його ініціативою знімала несанкціонований владою мітинг, організований молодими київськими сіоністами до 25-річчя розстрілу київських євреїв у Бабиному Яру, на якому виступали письменники В. Некрасов та І. Дзюба. Усі учасники мітингу потрапили до уваги КДБ, плівку було конфісковано.
Автор спогадів: Р. А. Нахманович «Возвращение в систему координат или Мартиролог метека» (російською мовою). — К.: Феникс, 2013, з додатком: 2 DVD-диски з 10 вибраними фільмами, у тому числі фільмом про Р. Нахмановича, знятим Олександром Балагурою у 1997–2012 рр.
Помер 16 травня 2009 року, похований на Берковецькому кладовищі в Києві.

## Призи і дипломи
- Приз і диплом Лейпцизького кінофестивалю за фільм «Син солдата» (1962)
- Диплом Всесоюзного кінофестивалю за фільм «Хвилини перед безсмертям» (1965)
- Головний приз Першого Республіканського кінофестивалю «Людина праці на екрані» за фільм «Тур'я — земля поліська…» (1971)
- Диплом Всесоюзного кінофестивалю за фільм «Про друзів-товаришів…» (1973)
- Почесний диплом конкурсу Спілки кінематографістів СРСР «Ніка» за фільм «Єврейське кладовище» (Найкращий науково-популярний фільм, 1990)
- Почесний диплом конкурсу Спілки кінематографістів СРСР «Ніка» за фільм «Віктор Некрасов. На свободі і дома…» (1991)

## Фільмографія
З книги: Нахманович Р. А. «Повернення до системи координат, або Мартиролог метека» (С. 247–252).
- Будні українського колгоспу (1958 р., 2 частини). Про колгосп «Україна» в Хмельницькій обл., матеріальний та культурний рівень життя колгоспників.
- Вода Донбасу (1958 р., 1 ч.). Про будівництво каналу Сіверський Донець — Донбас.
- Збільшити місткість тваринницьких приміщень (1959 р., 1 ч.). Про розв'язання проблеми місткості тваринницьких приміщень на прикладі колгоспів Києво-Святошинського р-ну Київської обл.
- Кінець павука (1959 р., 2 ч.). Антирелігійний фільм про сільського «святого», лідера релігійної секти о. Митрофана Коваля, його односельцях і прихожанах із с. Оситняжка Черкаської обл.
- рос. В труде растем (У праці зростаємо) (1960 р., 2 ч.). Про трудове виховання дітей у школах-інтернатах, про створені ними музеї, виготовлені навчальні посібники, розбиті сади та набуті трудові навички.
- День у радгоспі (1960 р., 1 ч.). Про радгосп «Комінтерн» Черкаської обл., до якого приїхали вивчати місцевий досвід механізатори з Польщі.
- рос. Неизвестному солдату… (Невідомому солдату…) (1961 р., 5 ч.). Про невідомих героїв Великої Вітчизняної війни. Фільм створений до 20-річчя початку війни та присвячений пам'яті загиблих вояків.
- Син солдата (1962 р., 2 ч.). Про старшину Чорноморського флоту В. Кирнова, батько якого загинув на війні. Фільм отримав приз і диплом Лейпцизького кінофестивалю.
- Вам, двадцятирічні (1963 р., 2 ч.). Про долю юнаків і дівчат з Москви, Одеси, Дрездена, які втратили батьків під час Другої світової війни.
- Мис Тарханкут (1963 р., 1 ч.). Про мис Тарханкут на північному заході Криму, про його мешканців, їх роботу та навчання.
- Перекати (1963 р., 2 ч.). Про розчистку від перекатів русла Дніпра в районі с. Трипілля, Київської обл.
- Мій Максим Автономович (1964 р., 2 ч.). Про двох друзів — завідувача райвно у м. Чорнобилі М. Якименка та московського вченого М. Лейзерова, колишнього в'язня ГУЛАГу. Не прийнятий до показу Держкіно СРСР, копію знищено.
- рос. Жил человек… (Жила людина…) (1964 р., 2 ч.). Про фронтового санінструктора, киянку Олену Ковальчук згадують мати, колишні бійці та подруги.
- рос. Минуты перед бессмертием (Хвилини перед безсмертям) (1965 р., 2 ч.). Фільм, що спочатку мав назву «Листи до живих» («Письма живым»), побудовано на передсмертних листах учасників війни — кулеметниці Н. Онілової та київського підпільника Героя Радянського Союзу В. Кудряшова. Фільм отримав диплом Всесоюзного кінофестивалю.
- рос. 1200 звезд (1200 зірок) (1965 р., 1 ч.). Про гастролі учасників художньої самодіяльності України в Москві та Ленінграді.
- Алушта (1965 р., 1 ч.). Про м. Алушту, Кримської обл., його історичні пам'ятки, санаторії, піонерські табори.
- Матч рівних (1965 р., 1 ч.). Про змагання гімнастів СРСР та Японії, що відбулися у Києві та Москві.
- В ті роки дальнії, глухії… (1966 р., 2 ч.). Про життя й творчість художника М. Врубеля, про реставрацію ним фресок славетної Кирилівської церкви в м. Києві.
- Обговоренню підлягає (1966 р., 5 ч.). Про молодіжну злочинність та дитячі колонії. Фільм було прийнято, але не випущено на союзний екран. Аргументація Держкіно СРСР: «У СРСР немає й ніколи не буде наркоманії, — тому що вона неможлива у країні, де переміг соціалізм!»
- Київські усмішки (1967 р., 2 ч.). Фільм про Київ і киян. Коментують сюжети народні артисти УРСР Ю. Тимошенко та Ю. Березін (Тарапунька та Штепсель).
- рос. Вспоминая Черняховского (Згадуючи Черняхівського) (1968 р., 2 ч.). Про радянського полководця, двічі Героя Радянського Союзу, генерала армії І. Черняхівського. Фільм не випущено на екран за особистим розпорядженням міністра оборони СРСР маршала А. Гречка.
- рос. Турья — земля полесская… (Тур'я — земля поліська) (авторський варіант — 1970 р., 7 ч., остаточний варіант — 1971 р., 5 ч.). Про голову одного з поліських колгоспів О. Мязя, який за часів радянського планового господарства намагався втілити в життя зародки підприємництва. Фільм в авторській версії отримав головний приз I Республіканського кінофестивалю «Людина праці на екрані» у м. Жданові (Маріуполі), але не був випущений на екран через наполягання Міністерства сільського господарства СРСР. Після низки кардинальних переробок і скорочень Р. Нахманович зняв своє прізвище з титрів.
- рос. Колхоз «Дружба народов» (Колгосп «Дружба народів») (1971 р., 5 ч.). Про передовий кримський колгосп, у якому працюють люди різних національностей — євреї, росіяни, татари, українці, — та про його голову — Героя Соціалістичної Праці Іллю Єгудіна. Фільм брав участь у Міжнародному фестивалі сільських фільмів.
- рос. 22 июня (22 червня) (1971 р., 1 ч.). Про звичайний трудовий день киян — 22 червня 1971 року. Фільм присвячений 30-річчю з дня початку війни.
- рос. Ладыжин, 18 января (Ладижин, 18 січня) (1972 р., 1 ч.). Про робочих Ладижинської ГРЕС у Вінницькій обл.
- рос. Одиннадцать (Одинадцять) (1973 р., 1 ч.). Про бригаду комуністичної праці слюсарів-збірників Одеського заводу радіально-свердлильних станків ім. В. І. Леніна.
- І знову білий цвіт каштанів… (1973 р., 3 ч.). Про Київ і киян. Фільм присвячений 30-річчю визволення Києва. Зроблений на матеріалах, що було знято для фільму «Києву — 2000 років» (за сценарієм В. Некрасова), закритого за розпорядженням Держкіно.
- рос. Продавец игрушек (Продавець іграшок) (1973 р., 1 ч.). Про дітей війни та сучасних дітей, про ветерана війни, продавця відділу іграшок київського універмагу, Людмилу Олексієву. Зроблений на матеріалах, що було знято для фільму «Києву — 2000 років» (за сценарієм В. Некрасова), закритого за розпорядженням Держкіно. Фільм «Продавець іграшок» не був прийнятий на союзний екран. Одному із заступників Голови Держкіно СРСР не сподобався маленький хрестик, знайдений в Аушвіці.
- рос. Большой хлеб (Великий хліб) (1973 р., 3 ч.). Фільм присвячений хліборобам України, які зібрали 1973 року мільярд пудів хліба.
- рос. От каждого из нас (Від кожного з нас) (1974 р., 6 ч.). Про розвиток народного господарства, науки та культури в Україні в 1973 р.
- рос. О друзьях-товарищах… (Про друзів-товаришів…) (1975 р., 2 ч.). Про колишніх розвідників Чорноморського флоту, про війну, про дружбу, що склалася у важкі роки й збереглася на все життя. Фільм отримав диплом Всесоюзного кінофестивалю.
- рос. Пушкин в Одессе (Пушкін в Одесі) (1975 р., 2 ч.). Про одеський період життя і творчості О. Пушкіна. Первісна авторська версія фільму під назвою «Пушкін. Штрихи до портрета» («Пушкин. Штрихи к портрету»), у якій було поставлено проблему «поет і влада», не було прийнято на екран через алюзії, пов'язані з еміграцією О. Солженіцина та В. Некрасова.
- рос. В ответе каждый (Відповідає кожен) (1976 р., 3 ч.). Про роль родини, громадськості, Товариства Червоного Хреста — у профілактиці п'янства серед дітей і підлітків.
- рос. Мост (Міст) (1976 р., 1 ч.). Про відкриття Московського мосту в м. Києві, про історію київського Мостоотряда-2.
- Квіти мої — люди (1977 р., 1 ч.). Про Василя Скопича — художника-аматора, вчителя музики у сел. Іванків, Київської обл.
- рос. Михаил Бодашевский — строитель (Михайло Бодашевський — будівельник) (1979 р., 1 ч.). Про бригадира монтажників тресту «Азовстальбуд», депутата Верховної Ради СРСР, Героя Соціалістичної Праці М. Бодашевського.
- Сотвориша мир на Желани (1980 р., 1 ч.). Про відкриття істориком С. Висоцьким невідомих графіті XI–XII ст. на стіні Софійського собору в м. Києві.
- В'язень Косого капоніра (1980 р., 1 ч.). Про учасника революції 1905–1907 рр. і Громадянської війни В. Жаданівського.
- Студент Київського університету (1980 р., 1 ч.). Фільм побудовано на фронтових листах до рідних і друзів студента Київського університету Адольфа Павленка, який не повернувся з війни. Фільм не прийнято на екран через використані у ньому вірші Леоніда Кисельова.
- рос. Дневник старого врача (Щоденник старого лікаря) (1981 р., 1 ч.). Про життя й діяльність російського лікаря та громадського діяча, засновника воєнно-польової хірургії М. Пирогова.
- рос. Мир Натана Рыбака (Світ Натана Рибака) (1982 р., 2 ч.). Про життя й творчість українського письменника та громадського діяча Н. Рибака.
- рос. Иван Федоров — друкарь москвитин (Іван Федоров — друкар москвитин) (1983 р., 1 ч.). Про засновника друкарства в Україні та Росії Івана Федорова. Про його перебування у Львові й Острозі. Фільм брав участь у Всесоюзному кінофестивалі.
- рос. Книга судеб (Книга доль) (1984 р., 1 ч.). Фільм про ветерана війни полковника М. Ярему, який склав поіменну Книгу пам'яті вояків, загиблих у боях за Київ.
- рос. День в музее (День у музеї) (1984 р., 3 ч.). Фільм побудований на матеріалах Київської філії Центрального музею В. І. Леніна.
- рос. Мосты через столетия (Мости через сторіччя) (1984 р., 1 ч.). Своїми думками про патріотизм, мужність, самопожертву діляться історик й археолог П. Толочко й О. Козак, який у віці чотирнадцяти років брав участь у діяльності київського підпілля.
- рос. …В знаменитые одесские дни… (…У славетні одеські дні…) (1985 р., 2 ч.). Про збройний виступ робочих і матросів Одеси у червні 1905 р. Фільм присвячений 80-річчю першої російської революції.
- рос. За власть Советов (За владу Рад) (1986 р., 1 ч.). Про збройне повстання більшовиків і робочих київського заводу «Арсенал» у січні 1918 р. і про сучасне життя вулиці Січневого повстання у Києві.
- Євшан-зілля Михайла Сікорського (1986 р., 3 ч.). Про життєвий шлях засновника та директора Переяслав-Хмельницького історичного музею просто неба.
- Декрет (1986 р., 2 ч.). Про підписаний В. Леніним декрет Раднаркому про фінансову допомогу мешканцям Кременчуцького повіту, які постраждали від повені.
- рос. Как нам грядущее дается… (Як нам майбутнє надається…) (1987 р., 9 ч.). Про долі людей, які народилися у рік смерті В. Леніна (1924 р.) і були названі на його честь. Герої згадують своє дитинство, репресії, війну, оцінюють шляхи Перебудови.
- Час сплачувати борги (1988 р., 3 ч.). Про проблеми села: відтік молоді, відсутність економічної самостійності, занепад соціально-культурної сфери.
- рос. Еврейское кладбище (Єврейське кладовище) (1989 р., 9 ч.). Про відродження єврейської самосвідомості та національної пам'яті. Герой фільму — театральний художник Михайло (Моше) Гимейн, який випробував на собі репресивну радянську систему, «отказник», який побував у «психушці» за прагнення вести релігійний спосіб життя. Фільм брав участь у фестивалі єврейських фільмів у Сан-Франциско, Єрусалимському кінофестивалі. Отримав Почесний диплом конкурсу Спілки кінематографістів СРСР «Ніка» (1990 р.).
- Віктор Некрасов на свободі і дома (1991 р., 12 ч.; 1992 р., телеверсія, 2 серії). Фільм-роздум про складну долю у радянській державі В. Некрасова, всесвітньо відомого письменника, чесної та принципової людини. Фільм отримав Почесний диплом конкурсу Спілки кінематографістів СРСР «Ніка» (1991 р.).
- Вірменська церква (1992 р., 5 ч.). Про боротьбу за відродження вірменської громади та повернення їй старовинної вірменської церкви у м. Львові. Перший фільм із циклу «Народи України».
- Борис Чичибабін. Замість сповіді (1993 р., 3 ч.). Розповідь про нелегку долю й творчість чудового харківського поета Б. Чичибабіна.
- Минуле?.. (1995 р., 3 ч.). Про примусову депортацію сталінським режимом кримських татар 18 травня 1944 р., про долі людей, які повернулися за півсторіччя на рідну землю. Другий фільм із циклу «Народи України».

Усі зазначені кінофільми знято Р. Нахмановичем на Українській студії хронікально-документальних фільмів («Укркінохроніка»), за винятком фільму «Єврейське кладовище», знятого у співавторстві з Ю. Мар'ямовим на московській кіностудії «Центрнаучфільм».
  
До фільмографії не включено документальні спецвипуски, кіножурнали та сюжети для кинолітопису.

## Адреси
- Від народження і до 1966 р. (з перервою на війну) жив на вул. Горького (колишня Кузнечна), 45;
- З 1966 до 1969 рр. — вул. Івана Кудрі, 42;
- З 1969 до 1985 рр. — вул. Патріса Лумумби, 13;
- З 1985 р. і до смерті — Липський провулок, 3.